# Невзгодина, Елена Львовна
Елена Львовна Невзгодина (род. 12 октября 1943) — советский учёный-юрист, педагог, специалист в области гражданского и семейного права, кандидат юридических наук (1975), профессор (2004), заслуженный профессор ОмГУ (2004). Заслуженный работник высшей школы Российской Федерации (1999) и Заслуженный юрист Российской Федерации (2004).

## Биография
Родилась 12 октября 1943 года в Кызыле.
С 1965 по 1970 год обучалась на юридическом факультете Свердловского юридического института, с 1970 по 1975 год на педагогической работе в этом институте в должностях преподаватель и старший преподаватель и одновременно обучалась в аспирантуре.
В 1975 году утверждена в учёной степени кандидат юридических наук по теме: «Представительство по советскому гражданскому праву».
С 1976 года на педагогической работе в Омском государственном университете: доцент и профессор, с 1998 года — заведующая кафедрой гражданского права.
В 2004 году приказом ВАК присвоено учёное звание — профессор. В 2004 году присвоено почётное звание — заслуженный профессор ОмГУ.

## Научно-педагогическая деятельность
Основная научно-педагогическая деятельность связана с вопросами в области гражданского и семейного права, внедоговорных обязательств, ответственности и представительства в гражданском праве, внедоговорные обязательства.
Автор более 350 научных работ, в том числе многочисленных монографий, в том числе таких как «Человек. Закон. Жилище» (1989), «Юридическая ответственность в правовом регулировании общественных отношений» (1999), «Обязательства в гражданском праве» (2001), «Сделки с недвижимостью (понятие, виды, правовое регулирование)» (2003), «Представительство и доверенность по гражданскому праву России : (проблемы теории, законодательство РФ, вопросы правоприменительной практики)» (2005), «Представительство: гражданско-правовой аспект» (2007) и множество других работ.
22 ноября 1999 года Указом Президента России «За заслуги в научно-педагогической деятельности и большой вклад в подготовку квалифицированных специалистов» удостоена почётного звания — Заслуженный работник высшей школы Российской Федерации.
25 ноября 2004 года Указом Президента России «За заслуги в укреплении законности и многолетнюю добросовестную работу» удостоена почётного звания — Заслуженный юрист Российской Федерации.